# Partícula sem massa
Na física de partículas, uma partícula sem massa é uma partícula elementar cuja massa invariante é zero As duas partículas sem massa conhecidas são os bosões de calibre e o férmion de Weyl.